# Cyanopyge
Cyanopyge este un gen de fluturi din familia Hesperiidae. Conține o singură specie, Cyanopyge sangaris.